# Pascal Gaüzère
Pascal Gaüzère, né le 23 avril 1977 à Montfort-en-Chalosse (Landes), est un arbitre professionnel français de rugby à XV. Il officie au plus haut niveau de 2006 à 2021, arbitrant des matchs du Top 14, de la Pro D2, du Challenge européen et de la Coupe d'Europe.

## Biographie
Né dans les Landes à Montfort-en-Chalosse le 23 avril 1977, Pascal Gaüzère commence par jouer au basket-ball, sport populaire en Chalosse, pendant dix années à Gamarde-les-Bains. Il joue ensuite au rugby à XV au poste de troisième ligne avec l'équipe de Montfort-en-Chalosse, d'abord avec l'équipe des cadets, puis en équipe première en Fédérale 3,. C'est à cette époque qu'il s'essaie à l'arbitrage lors d'un match où il est suspendu. L'expérience lui plaît et il décide par la suite d'en faire sa profession, à seulement 20 ans, sachant que ses performances de joueur ne pourraient pas l'emmener au-delà de la Fédérale 3,.
Par la suite, il remporte le concours du jeune arbitre en 2001 et arbitre sa première rencontre de Pro D2 en 2004, puis de Top 14 en 2006. Puis, il dirige des rencontres intercontinentales en Challenge européen et en Coupe d'Europe. En 2008, il arbitre la finale de la Coupe du monde des moins de 19 ans à Dubaï puis celle du Championnat du monde junior entre la Nouvelle-Zélande et l'Australie, disputée en Argentine en 2010.

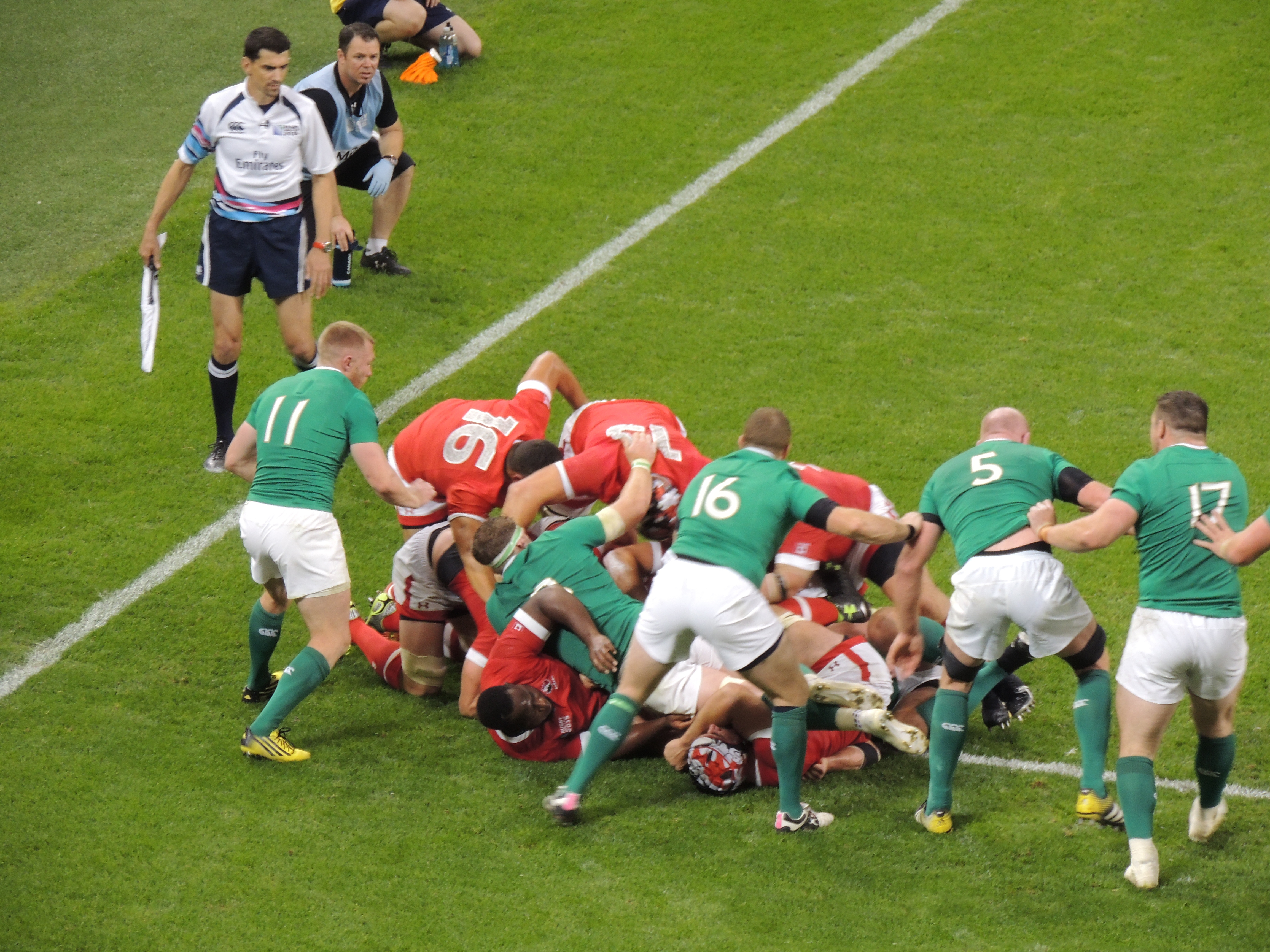
Pascal Gaüzère durant la Coupe du monde 2015.

Dès lors, il commence à arbitrer des rencontres internationales avec notamment son premier match à ce niveau le 3 décembre 2010 entre les Barbarians et les Springboks. Par la suite, il officie lors de la rencontre entre la Roumanie et la Namibie dans le cadre de la Coupe des nations. Pascal Gaüzère devient le quatrième arbitre professionnel français le 1er août 2011 à seulement 34 ans, ce qui fait de lui le plus jeune de la profession. En mai 2012, il dirige sa première demi-finale du Top 14 entre l'ASM Clermont Auvergne et le RC Toulon.
Au niveau international, Pascal Gaüzère est de plus en plus présent, comme en témoigne son entrée dans le panel du Tournoi des Six Nations 2014. Son premier match opposera l'Italie et l'Angleterre lors de la dernière journée.
Il arbitre quatre matchs de poule de la Coupe du monde de rugby 2015 qui se déroule en Angleterre, et est arbitre de touche lors du quart-de-finale Australie - Ecosse.
En 2019, il est sélectionné pour arbitrer des matchs de la Coupe du monde au Japon.
Il reçoit la médaille d'or de la jeunesse, des sports et de l'engagement associatif après sa participation à la Coupe du monde en 2019. Elle lui est remise par la ministre des Sports Roxana Maracineanu aux côtés de Jérôme Garcès et Romain Poite.
Il prend sa retraite sportive le 26 juin 2021, après avoir arbitré le match opposant les Lions britanniques et irlandais au Japon au Murrayfield Stadium.

## Distinctions
- Médaille de la jeunesse, des sports et de l'engagement associatif, or (2019)

## Palmarès d'arbitre
Arbitre de champ en phases finales :
- Top 14 : 
  - Finale : 2015
  - Demi-finale : 2012, 2013, 2014, 2017, 2018, 2019
  - Barrage : 2010, 2021
- Coupe d'Europe :
  - Quart-de-finale : 2018, 2020
- Challenge européen :
  - Demi-finale : 2018, 2021
  - Quart-de-finale : 2013, 2015, 2016, 2017
- Pro12 :
  - Demi-finale : 2013

Arbitre de champ en Coupe du monde :
- Coupe du monde 2015 :
  - Matchs de poule : Australie - Uruguay, Nouvelle-Zélande - Géorgie, Afrique du Sud - États-Unis et Argentine - Namibie
- Coupe du monde 2019 :
  - Matchs de poule : Fidji - Uruguay, Écosse - Samoa, Nouvelle-Zélande - Namibie et Australie - Géorgie